# Munkfors bruk
Munkfors bruk, numera Gamla bruket, är en av Sveriges bäst bevarade bruksmiljöer, öppet för allmänheten och belägen vid Klarälven i Munkfors.

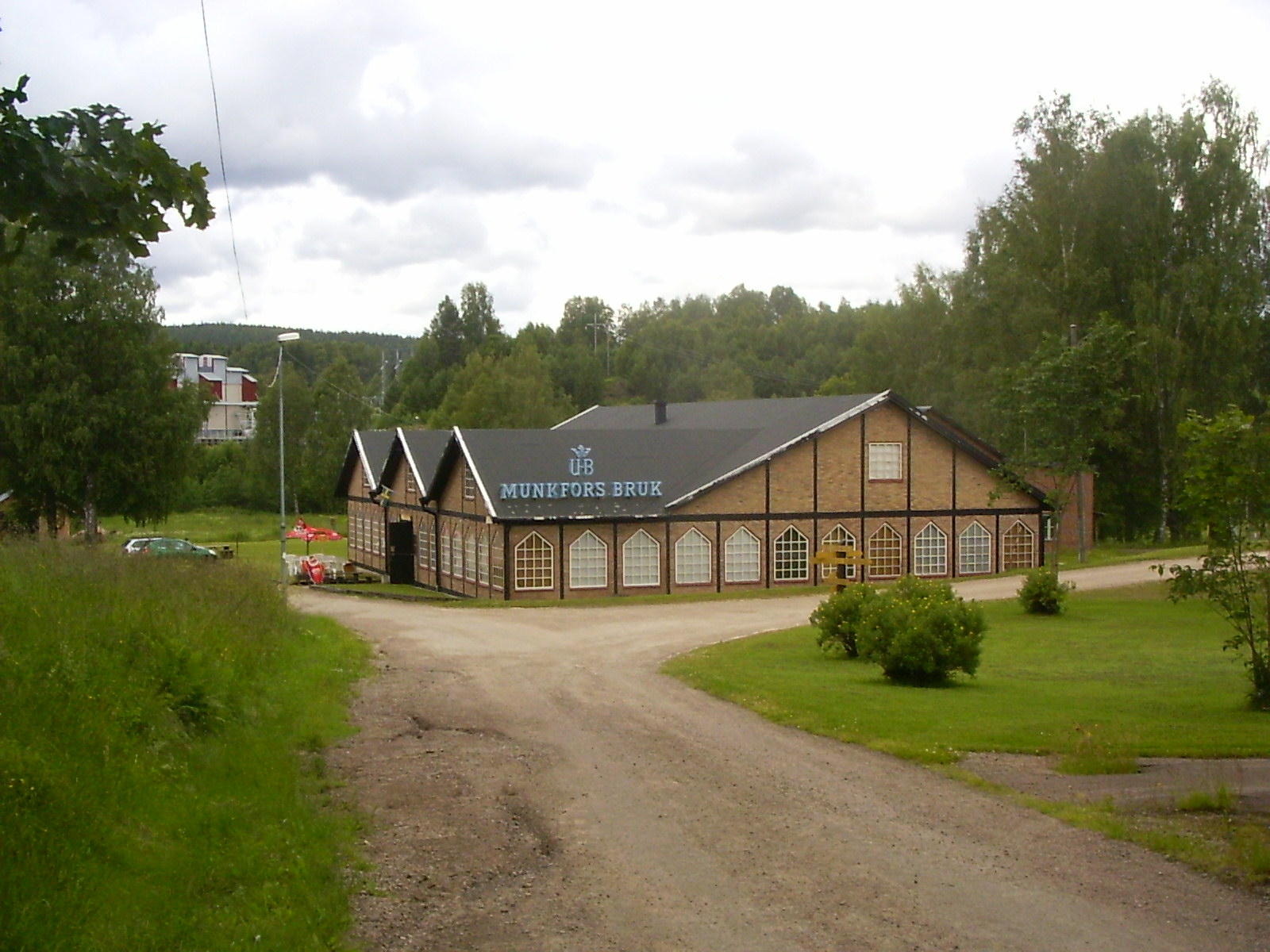
Gamla bruket, år 2014.

Bruket har anor från 1670, då den första hammarsmedjan etablerades, vilket markerade starten för en industriell verksamhet som skulle komma att spela en viktig roll i svensk järnproduktion.
Bruket utvecklades genom åren och nådde en betydande position inom svensk industri när Munkfors 1829 blev en del av Uddeholmsbolaget. En av de mest betydande händelserna i brukets historia var uppförandet av Sveriges första martinugn för ståltillverkning år 1868, följt av byggandet av det ännu bevarade martinverket 1877.
Bland de mest framträdande byggnaderna tillhörande bruket finns Bruksherrgården från 1812, omgiven av arbetarbostäder och industribyggnader från 1800- och 1900-talet. Denna miljö har bevarats i sitt ursprungliga utförande och ger besökare en känsla av livet i ett svenskt brukssamhälle under industrins glansdagar.
Idag förvaltas Gamla bruket av en ideell förening, Föreningen Gamla Bruket i Munkfors, som bildades 1980. Föreningen har som uppdrag att bevara och levandegöra minnet av århundraden av järnhantering och bruksliv i Munkfors. År 2014 tog föreningen över ett antal historiskt betydelsefulla byggnader på bruksområdet, inklusive martinverket, brandstationen och modellmuseet som visar bruket som det såg ut omkring 1890.
Munkfors Gamla bruket är också utsett till ett riksintresse för kulturmiljö, vilket innebär att området anses ha så höga kulturmiljövärden att det ska skyddas och prioriteras i samhällsplaneringen. 

## Byggnader vid Gamla bruket[3][4]
- Brandstationen
- Brukskontoret
- Chicagoboden
- Fridolf Rhudinmuseet
- Fröken Ruths café och museum
- Laxholmen
- Martinverket
- Skildra Storytelling Studios (Gamla Kvarnen)